# Astragalus goeznensis
Astragalus goeznensis är en ärtväxtart som beskrevs av Alexander Eig. Astragalus goeznensis ingår i släktet vedlar, och familjen ärtväxter. Inga underarter finns listade i Catalogue of Life.